# Valemax-Klasse
Die Schiffe der Valemax-Klasse sind mit einer Ladekapazität von rund 400.000 t und einer Länge von 362 m die größten Schüttgutfrachter der Welt.

## Einzelheiten

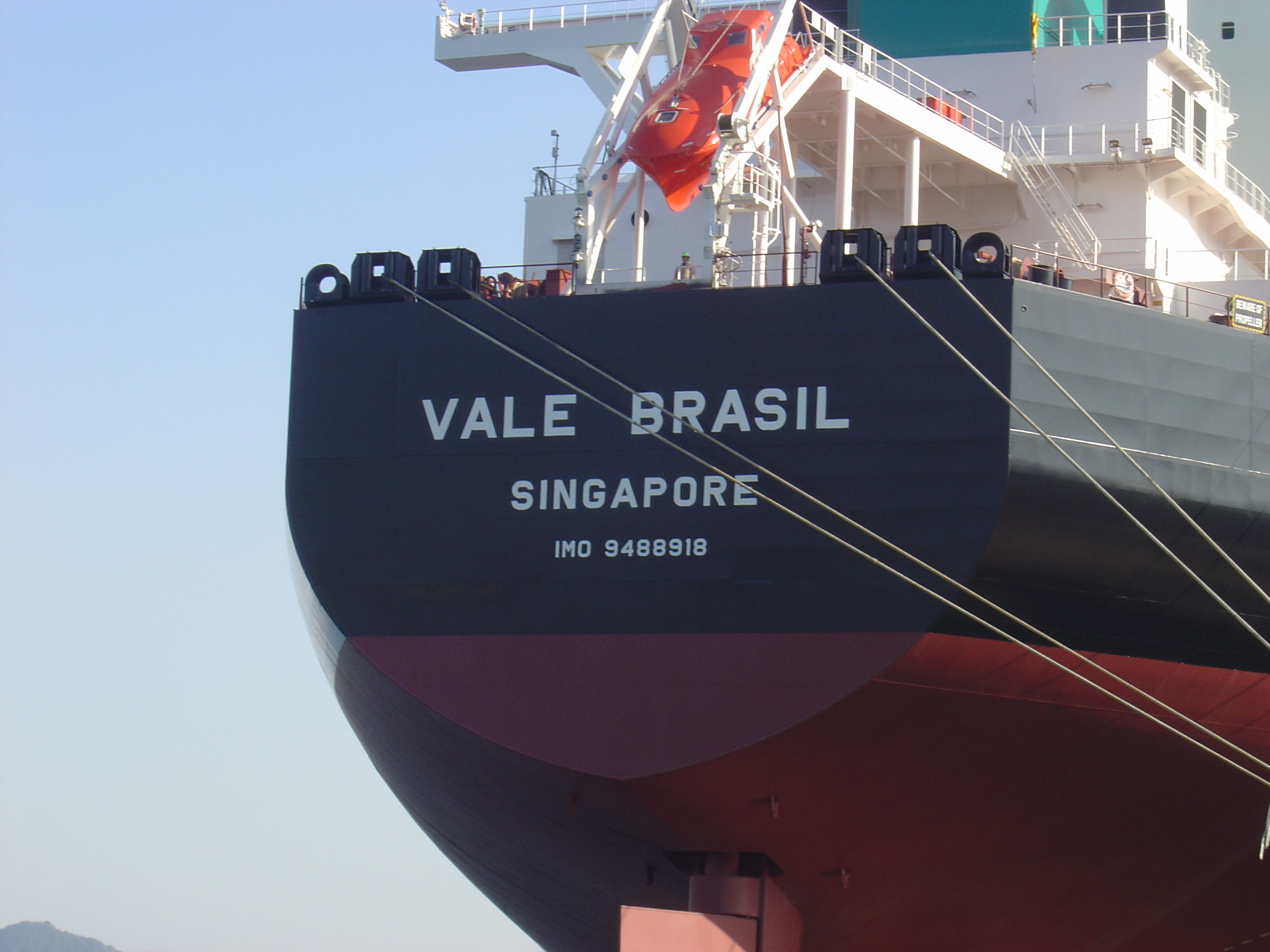
Achterschiff der Vale Brasil

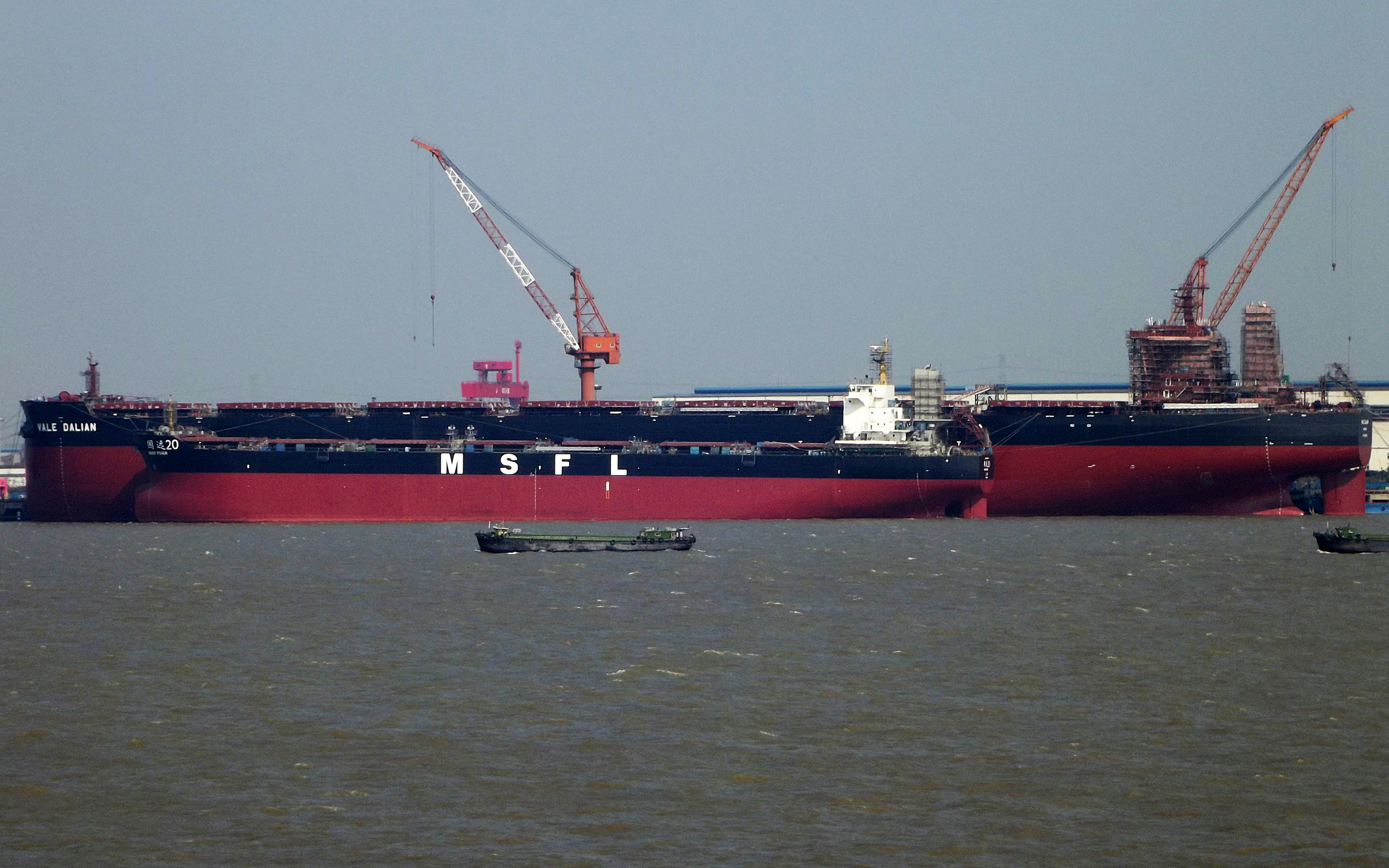
Größenvergleich der Vale Dalian mit 400.000 Tonnen Tragfähigkeit hinter der Guo Yuan 20 mit 75.750 Tonnen Tragfähigkeit

Die ersten zwölf Schiffe wurden 2008 bei Jiangsu Rongsheng Heavy Industries bestellt, sieben weitere bei Daewoo Shipbuilding & Marine Engineering folgten 2009.
Das erste Schiff der Serie war die mittlerweile als Ore Brasil in Fahrt befindliche Vale Brasil. Der 2009 bestellte Very Large Ore Carrier (VLOC) wurde am 15. November 2010 auf der Werft von Daewoo Shipbuilding & Marine Engineering im südkoreanischen Okpo auf Kiel gelegt, am Silvestertag desselben Jahres zu Wasser gelassen, am 26. März 2011 abgeliefert und vier Tage darauf in Dienst gestellt. Bereedert wird der Erzfrachter von der Reederei Anglo-Eastern Ship Management, der Eigner war zunächst der brasilianische Bergbaukonzern Vale (früher CVRD). Das Schiff leitete ein Bauprogramm von insgesamt 35 Valemax-Schiffen ein. Diese Baureihe von VLOCs mit Tragfähigkeiten zwischen 388.000 und 400.000 Tonnen wird auf den beiden Werften Daewoo in Südkorea und Jiangsu Rongcheng Heavy Industrie in China sowie auf zwei weiteren Werften in China und Südkorea durchgeführt.
Die Vale Brasil löste die Berge Stahl als vorherigen Größenrekordhalter ab und trug bei ihrer Vorstellung in der Guanabarabucht von Rio de Janeiro im Mai 2011 nahezu fußballfeldgroße Transparente mit der portugiesischen Aufschrift: „Vale Brasil o maior navio graneleiro do Mundo.“ (deutsch: „Vale Brasil das größte Massengutschiff der Welt“) an den Außenseiten.

## Technik
Die Einheiten der Valemax-Klasse sind als Erzfrachter mit achtern angeordnetem Deckshaus, sieben Laderäumen und einem Schüttgutraum von 221.057,6 m³ ausgelegt. Die sieben Luken werden durch elektrohydraulisch angetriebene Lukendeckel verschlossen, die zur Öffnung zu den Seiten rollen. Die Ballastkapazität für die Rückreisen ohne Ladung beträgt 232.802,8 m³. Die einzelnen Schiffe unterscheiden sich, je nach Bauwerft, durch kleinere Unterschiede in der Schiffsgröße, der Ausrüstung mit verschiedenen Motorenbaumustern und anderen Besonderheiten.
Der Schiffsantrieb besteht aus jeweils einem in Lizenz gefertigten Zweitakt-Dieselmotor. Die Motoren sind auf den Betrieb mit Schweröl ausgelegt.

## Die Schiffe
| Bauname                      | Bauwerft/Baunummer                                  | IMO-Nummer | Ablieferung        | Auftraggeber                                | Umbenennungen und Verbleib                                                   |
| ---------------------------- | --------------------------------------------------- | ---------- | ------------------ | ------------------------------------------- | ---------------------------------------------------------------------------- |
| Ore China                    | Daewoo Shipbuilding/1201                            | 9488918    | 30. März 2011      | Seamar Shipping Corporation, Rio de Janeiro | als Vale Brasil in Fahrt gesetzt, Ore Brasil                                 |
| Ore Beijing                  | Daewoo Shipbuilding/1202                            | 9572329    | 22. September 2011 | Seamar Shipping Corporation, Rio de Janeiro | als Vale Rio de Janeiro in Fahrt gesetzt, 2014 Shandong Da De                |
| Berge Everest                | Bohai Shipbuilding/BH416-1                          | 9447536    | 23. September 2011 | BW Bulk (Norway), Oslo                      | so in Fahrt                                                                  |
| Vale Beijing                 | STX Dalian/1701                                     | 9575448    | 26. September 2011 | POS Maritime PZ, Seoul                      | Sea Beijing                                                                  |
| Ore Shanghai                 | Daewoo Shipbuilding/1203                            | 9572331    | 25. Oktober 2011   | Seamar Shipping Corporation, Rio de Janeiro | während des Baus Vale Sao Luis, als Vale Italia in Fahrt gesetzt, Ore Italia |
| Vale China                   | Jiangsu Rongsheng/H1105                             | 9522972    | 25. November 2011  | Vale Shipping Singapore, Singapur           | Ore China                                                                    |
| Berge Aconcagua              | Bohai Shipbuilding/BH416-2                          | 9447548    | 15. März 2012      | BW Bulk UK Company, London                  | so in Fahrt                                                                  |
| Ore Brasil                   | Daewoo Shipbuilding/1204                            | 9572343    | 27. März 2012      | Seamar Shipping Corporation, Rio de Janeiro | als Vale Malaysia in Fahrt gesetzt, 2014 Shandong Da Ren                     |
| Vale Dongjiakou              | Jiangsu Rongsheng/H1106                             | 9532513    | 9. April 2012      | Vale Shipping Singapore, Singapur           | Ore Dangjiakou                                                               |
| Vale Qingdao                 | STX Dalian/1702                                     | 9575450    | 13. April 2012     | POS Maritime QZ, Seoul                      | Sea Qingdao                                                                  |
| Vale Dalian                  | Jiangsu Rongsheng/H1107                             | 9532525    | 20. Mai 2012       | Vale Shipping Singapore, Singapur           | Pacific Warrior                                                              |
| Vale Carajas                 | Daewoo Shipbuilding/1212                            | 9593919    | 29. Mai 2012       | Seamar Shipping Corporation, Rio de Janeiro | 2014 Shandong Da Cheng                                                       |
| Berge Jaya                   | Bohai Shipbuilding/BH416-3 (VO3880-3)               | 9447550    | 12. Juni 2012      | BW Bulk UK Company, London                  | so in Fahrt                                                                  |
| Vale Minas Gerais            | Daewoo Shipbuilding/1213                            | 9593957    | 13. Juli 2012      | Seamar Shipping Corporation, Rio de Janeiro | 2013 Shandong Da Zhi                                                         |
| Yanqul                       | Jiangsu Rongsheng/H1126                             | 9566514    | 20. August 2012    | Yanqul Maritime Transportation, Muscat      | als Vale Liwa in Fahrt gesetzt, Liwa Max                                     |
| Vale Espirito Santo          | STX Dalian/1703                                     | 9575462    | 17. September 2012 | POS Maritime UZ, Seoul                      | Sea Espirito Santo                                                           |
| Jazer                        | Jiangsu Rongsheng/H1125                             | 9565065    | 27. September 2012 | Jazer Maritime Transportation, Muscat       | als Vale Sohar in Fahrt gesetzt, Sohar Max                                   |
| Vale Hebei                   | Jiangsu Rongsheng/H1108                             | 9532537    | 28. September 2012 | Vale Shipping Singapore, Singapur           | Ore Hebei                                                                    |
| Vale Fujiyama                | STX Dalian/1705                                     | 9575486    | 26. November 2012  | POS Maritime RZ, Seoul                      | Sea Fujiyama                                                                 |
| Vale Shandong                | Jiangsu Rongsheng/H1109                             | 9532549    | 7. Dezember 2012   | Vale Shipping Singapore, Singapur           | Ore Shandong                                                                 |
| Vale Saham                   | Jiangsu Rongsheng/H1127                             | 9566526    | 3. Januar 2013     | Vale Saham Maritime, Marshall Islands       | Saham Max                                                                    |
| Berge Neblina                | Bohai Shipbuilding/BH416-4 (VO3880-4)               | 9447562    | 4. Januar 2013     | BW Bulk UK Company, London                  | so in Fahrt                                                                  |
| Vale Tubarao                 | STX Dalian/1706                                     | 9575498    | 30. Januar 2013    | POS Maritime WZ, Seoul                      | Sea Tubarao                                                                  |
| Vale Jiangsu                 | Jiangsu Rongsheng/H1110                             | 9532551    | 29. März 2013      | Vale Shipping Singapore, Singapur           | Yuan Zhen Hai                                                                |
| Wafi                         | Jiangsu Rongsheng/H1128                             | 9566538    | 30. März 2013      | Vale Shinas Maritime, Marshall Islands      | als Vale Shinas in Fahrt gesetzt, Shinas Max                                 |
| Vale Korea                   | Daewoo Shipbuilding/1214                            | 9593969    | 9. April 2013      | Seamar Shipping Corporation, Rio de Janeiro | Ore Korea                                                                    |
| Vale Caofeidian              | Jiangsu Rongsheng/H1111                             | 9532575    | 22. Juli 2013      | Vale Shipping Singapore, Singapur           | Yuan Shi Hai                                                                 |
| Vale Maranhao                | STX Dalian/1708                                     | 9575515    | 29. August 2013    | POS Maritime LZ, Seoul                      | Sea Maranhao                                                                 |
| Vale Shanghai                | Jiangsu Rongsheng/H1112                             | 9532587    | 22. November 2013  | Vale Shipping Singapore, Singapur           | als Vale Lianyungang in Fahrt gesetzt, Yuan Jian Hai                         |
| Vale Indonesia               | STX Dalian/1704                                     | 9575474    | 4. Dezember 2013   | Pan Ocean Company, Seoul                    | Sea Indonesia                                                                |
| Ore Rio De Janeiro           | Jiangsu Rongsheng/H1113                             | 9532599    | 10. Juli 2014      | Vale Shipping Singapore, Singapur           | 2012 während des Baus Vale Majishan, Yuan Zhuo Hai                           |
| Vale Tianjin                 | Jiangsu Rongsheng/H1114                             | 9532604    | 18. Oktober 2014   | -                                           | Pacific Merchants                                                            |
| Vale Rizhao                  | Jiangsu Rongsheng/H1115                             | 9532616    | 14. Dezember 2014  | -                                           | Pacific Winner                                                               |
| Vale Ningbo                  | Jiangsu Rongsheng/H1116                             | 9532628    | 23. Januar 2015    | -                                           | Pacific Mariner                                                              |
| Vale Ponta da Madeira        | STX Dalian/1707                                     | 9575503    | 2016               | -                                           | Sea Ponta da Madeira                                                         |
| Pacific Unity                | Shanghai Waigaoqiao Shipbuilding/H1445              | 9806976    | 8. Mai 2018        | China Merchants Energy Shipping             |                                                                              |
| Pacific Harvest              | Shanghai Waigaoqiao Shipbuilding/H1446              | 9806988    | 26. Juli 2018      | China Merchants Energy Shipping             |                                                                              |
| Pacific Vision               | Shanghai Waigaoqiao Shipbuilding/H1447              | 9806990    | 28. November 2018  | China Merchants Energy Shipping             |                                                                              |
| Pacific Excellence           | Shanghai Waigaoqiao Shipbuilding/H1448              | 9807009    | 2019               | China Merchants Energy Shipping             |                                                                              |
| Yuan He Hai                  | Shanghai Waigaoqiao Shipbuilding/H1438              | 9806873    | 11. Januar 2018    | China COSCO Shipping Corporation            |                                                                              |
| Yuan Gua Hai                 | Shanghai Waigaoqiao Shipbuilding/H1439              | 9806885    | 16. Mai 2018       | China COSCO Shipping Corporation            |                                                                              |
| Yuan Yi Hai                  | Shanghai Waigaoqiao Shipbuilding/H1440              | 9806897    | 17. September 2018 | China COSCO Shipping Corporation            |                                                                              |
| Yuan Bao Hai                 | Shanghai Waigaoqiao Shipbuilding/H1441              | 9806902    | 26. Oktober 2018   | China COSCO Shipping Corporation            |                                                                              |
| Yuan Jin Hai                 | Shanghai Waigaoqiao Shipbuilding/H1442              | 9806914    | 2019               | China COSCO Shipping Corporation            |                                                                              |
| Yuan Shen Hai                | Shanghai Waigaoqiao Shipbuilding/H1443              | 9806926    | 2019               | China COSCO Shipping Corporation            |                                                                              |
| Yuan Sui Hai                 | Shanghai Waigaoqiao Shipbuilding/H1450              | 9806938    | 2019               | China COSCO Shipping Corporation            |                                                                              |
| Yuan Hua Hai                 | Shanghai Waigaoqiao Shipbuilding/H1449              | 9806940    | 2019               | China COSCO Shipping Corporation            |                                                                              |
| Yuan Qian Hai                | Shanghai Waigaoqiao Shipbuilding/H1451              | 9806952    | 16. Januar 2020    | China COSCO Shipping Corporation            |                                                                              |
| Yuan Fu Hai                  | Shanghai Waigaoqiao Shipbuilding/H1444              | 9806964    | 2019               | China COSCO Shipping Corporation            |                                                                              |
| Beichuan 401                 | Qingdao Beihai Shipbuilding/OC400K-1                | 9807724    | 2018               | ICBC Financial Leasing Co.                  | Pacific Express (2018)                                                       |
| Pacific Flourish             | Qingdao Beihai Shipbuilding/OC400K-2                | 9807736    | 2018               | ICBC Financial Leasing Co.                  |                                                                              |
| Pacific Career               | Qingdao Beihai Shipbuilding/OC400K-3                | 9807748    | 2018               | ICBC Financial Leasing Co.                  |                                                                              |
| Beichuan 404                 | Qingdao Beihai Shipbuilding/OC400K-4                | 9807011    | 2019               | China Merchants Energy Shipping             | Pacific Longevity (2019)                                                     |
| Ore Tianjin                  | Qingdao Beihai Shipbuilding/OC400K-5                | 9807023    | März 2018          | China Merchants Energy Shipping             |                                                                              |
| Ore Dalian                   | Qingdao Beihai Shipbuilding/OC400K-6                | 9807035    | 2018               | China Merchants Energy Shipping             |                                                                              |
| Ore Xiamen                   | Qingdao Beihai Shipbuilding/OC400K-7                | 9807047    | 2018               | China Merchants Energy Shipping             |                                                                              |
| Ore Zhanjiang                | Qingdao Beihai Shipbuilding/OC400K-8                | 9807750    | 2019               | ICBC Financial Leasing Co.                  | Beichuan408 (2019) → Ore Zhanjiang (2019)                                    |
| Pacific Prosperity           | China Merchants Heavy Industry (Jiangsu)/CMHI-167-1 | 9807059    | 3. September 2018  | China Merchants Energy Shipping             |                                                                              |
| Pacific Prosperity           | China Merchants Heavy Industry (Jiangsu)/CMHI-167-2 | 9807061    | 18. Januar 2019    | China Merchants Energy Shipping             | Douglas B.Mackie (2018) → Zhao Shang Meng 2 (2018) → Pacific Auspice (2018)  |
| Xin Fu 42                    | Jiangsu Yangzi Xinfu Shipbuilding/YZJ2015-2272      | 9815202    | 2018               | ICBC Financial Leasing Co.                  | Ore Tangshan                                                                 |
| Ore Shanghai                 | Jiangsu Yangzi Xinfu Shipbuilding/YZJ2015-2273      | 9815214    | 2018               | ICBC Financial Leasing Co.                  |                                                                              |
| Ore Ningbo                   | Jiangsu Yangzi Xinfu Shipbuilding/YZJ2015-2274      | 9815226    | 2019               | ICBC Financial Leasing Co.                  |                                                                              |
| Ore Hong Kong                | Jiangsu Yangzi Xinfu Shipbuilding/YZJ2015-2275      | 9815238    | 2018               | ICBC Financial Leasing Co.                  |                                                                              |
| Ore Shenzen                  | Jiangsu Yangzi Xinfu Shipbuilding/YZJ2015-2276      | 9807695    | 2018               | ICBC Financial Leasing Co.                  |                                                                              |
| Xin Fu 81                    | Jiangsu Yangzi Xinfu Shipbuilding/YZJ2015-2277      | 9807700    | 2018               | ICBC Financial Leasing Co.                  | Ore Guangzhou (2018)                                                         |
| NSU Carajas                  | Japan Marine United/5166                            | 9827865    | 2019               | NS United                                   |                                                                              |
| NSU Brazil                   | Japan Marine United/5167                            | 9837987    | 2020               | NS United                                   |                                                                              |
| NSU Tubarao                  | Japan Marine United/5215                            | 9848194    | 2020               | NS United                                   |                                                                              |
| Daten: Equasis, grosstonnage |                                                     |            |                    |                                             |                                                                              |